# Апанас
Апана́с (рос. Апанас) — селище у складі Новокузнецького району Кемеровської області, Росія. Входить до складу Загорського сільського поселення.

## Населення
Населення — 136 осіб (2010; 168 у 2002).
Національний склад (станом на 2002 рік):
- росіяни — 98 %